# Saint-Hilaire-de-Villefranche
Saint-Hilaire-de-Villefranche é uma comuna francesa na região administrativa da Nova Aquitânia, no departamento de Charente-Maritime. Estende-se por uma área de 22,19 km². Em 2010 a comuna tinha 1 335 habitantes (densidade: 60,2 hab./km²).
Em 1 de janeiro de 2019, a antiga comuna de La Frédière foi incorporada ao seu território.